# Arizona Cardinals
O Arizona Cardinals é uma franquia profissional de futebol americano baseada na área metropolitana de Phoenix, Arizona. Os Cardinals competem na National Football League (NFL) como um membro da NFC West. Os Cardinals foram fundados como Morgan Athletic Club em 1898 e são os mais antigos times profissionais de futebol americano nos Estados Unidos. Os Cardinals jogam seus jogos em casa no State Farm Stadium, inaugurado em 2006 e localizado no subúrbio noroeste de Glendale.
A equipe foi fundada em Chicago em 1898 como um time de futebol americano amador e ingressou na NFL como membro fundador em 17 de setembro de 1920. Juntamente com o Chicago Bears, o clube é uma das duas franquias membro da NFL que ainda estão em operação desde a fundação da liga. (O Green Bay Packers eram uma equipe independente até ingressarem na NFL um ano depois de sua criação em 1921.) O clube então se mudou para St. Louis em 1960 e jogou lá até 1987. (às vezes chamado de "Football Cardinals" ou "Big Red" para evitar confusão com os St. Louis Cardinals da MLB.) 
Antes da temporada de 1988, a equipe se mudou para Tempe, Arizona, um subúrbio universitário a leste de Phoenix, e jogou seus jogos em casa pelas próximas 18 temporadas no Sun Devil Stadium no campus da Arizona State University. Em 2006, eles se mudaram para seu atual campo em Glendale, embora os escritórios executivos e o centro de treinamento da equipe permaneçam em Tempe.
A franquia ganhou dois títulos da NFL, ambos em Chicago. O primeiro ocorreu em 1925, mas é motivo de controvérsia, com os defensores do Pottsville Maroons acreditando que Pottsville deveria ter conquistado o título. Seu segundo título, e o primeiro a ser ganho em um jogo final, aconteceu em 1947, quase duas décadas antes do primeiro Super Bowl. Eles retornaram a final em 1948, mas perderam o jogo por 7-0 em uma tempestade de neve na Filadélfia.
Desde que venceu o campeonato em 1947, a equipe sofreu muitas temporadas perdedoras e atualmente detém a mais longa seca de títulos em competições esportivas norte-americanas com 70 temporadas consecutivas depois que o Chicago Cubs da MLB encerrou sua seca de 108 anos em 2016. Em 2012, os Cardinals se tornaram primeira franquia da NFL a perder 700 jogos desde a sua criação. O recorde de vitórias e derrotas de todos os tempos da franquia (incluindo os jogos da temporada regular e dos playoffs) no final da temporada de 2017 é de 557-749-40. Eles foram para os playoffs dez vezes e venceram sete jogos do playoff, três dos quais foram vitórias durante os playoffs da NFL de 2008-09. Durante essa temporada, eles ganharam seu único NFC Championship Game desde a fusão AFL-NFL e alcançaram o Super Bowl XLIII (perdendo para o Pittsburgh Steelers). A equipe também ganhou cinco títulos de divisão (1974, 1975, 2008, 2009 e 2015). 
Os Cardinals são a única equipe da NFL que nunca perdeu um jogo de playoffs em casa, com um recorde de 5-0: o NFL Championship Game de 1947, duas vitórias nos playoffs de 2008-09, uma vitória durante os playoffs de 2009-10 e uma vitória durante os playoffs de 2015-16.
De 1988 a 2012 (exceto em 2005, quando eles treinaram em Prescott), os Cardinals conduziram seu acampamento anual de treinamento de verão na Northern Arizona University em Flagstaff. Os Cardinals mudaram seu campo de treinamento para o State Farm Stadium em 2013. O estádio foi o local do Pro Bowl de 2015, ao contrário dos anos anteriores, onde foi realizado no Aloha Stadium em Honolulu, Havaí. O estádio também foi palco de 3 Super Bowls: XLII, XLIX e LVII.

## Historia da Franquia

### Chicago
O início da franquia data de 1898, quando um grupo de bairro se reuniu para jogar na região sul de Chicago, chamando-se de Morgan Athletic Club. O contratante de pintura e construção de Chicago, Chris O'Brien, adquiriu a equipe, que se mudou para o campo na avenida Racine. A equipe era conhecida como Racine Normals até 1901, quando O'Brien comprou mochilas usadas da Universidade de Chicago. Ele descreveu a roupa de marrom desbotada como "Cardeal vermelho" e a equipe tornou-se os Racine Street Cardinals. 
O time acabou se tornando em 1920 um membro fundador da American Professional Football Association (APFA), que dois anos depois foi rebatizado para National Football League (NFL). A equipe entrou na liga como Racine Cardinals, no entanto, o nome foi alterado em 1922 para Chicago Cardinals para evitar confusão com o Horlick-Racine Legion que entrou na liga no mesmo ano.
Com exceção de 1925, quando foram premiados os campeões depois que o Pottsville Maroons foram suspensos, os Cardinals tiveram apenas um sucesso mínimo no campo de jogo durante as primeiras 26 temporadas na liga. Durante os anos pós-Segunda Guerra Mundial, a equipe chegou a duas finais contra o Philadelphia Eagles, vencendo em 1947 - oito meses após a morte do dono Charles Bidwill - e perdendo no ano seguinte.
Depois de anos de más temporadas e de fãs perdidos para os rivais Chicago Bears, no final da década de 1950, os Cardinals estavam quase na falência, quando o dono Violet Bidwill Wolfner se interessou por um deslocamento.

### St. Louis
Devido à formação da American Football League, a NFL permitiu que Bidwill mudasse a equipe para St. Louis, Missouri, onde se tornaram o St. Louis Cardinals (localmente, eles foram chamados de "Big Red" ou "Football Cardinals" para evitar confusão com a equipe de beisebol).
Durante a estada de 28 anos dos Cardinals em St. Louis, eles avançaram para os playoffs apenas três vezes (1974, 1975 e 1982), nunca hospedando nem ganhando em qualquer jogo. A mediocridade geral dos Cardinals, combinada com um estádio de então 21 anos, fez com que o comparecimento dos jogos diminuísse, fazendo com que Bill Bidwill mudasse a equipe para Arizona.

### Arizona
Pouco depois da temporada 1987 da NFL, Bidwill concordou em se mudar para a área metropolitana de Phoenix em um acordo  com funcionários estaduais e locais, e o time se tornou o Phoenix Cardinals.  A franquia mudou seu nome geográfico de Phoenix para o Arizona em 17 de março de 1994. (Curiosamente, a franquia nunca jogou na cidade de Phoenix propriamente dita). 
A temporada 1998 da NFL viu os Cardinals quebrarem duas longas secas, se qualificando para os playoffs pela primeira vez em 16 anos. A equipe obteve sua primeira vitória na pós-temporada desde 1947 ao vencer o Wild Card sobre o Dallas Cowboys por 20-7.
Em 2008, os Cardinals ganharam a final de conferencia e avançaram para o Super Bowl pela primeira vez na história da franquia. Eles perderam o Super Bowl XLIII para o Pittsburgh Steelers nos segundos finais.
Após a temporada histórica de 2008, os Cardinals registaram um recorde de 10-6 em 2009, a primeira temporada com 10 vitórias em Arizona. Os Cardinals conquistaram seu segundo título consecutivo da NFC West e foram derrotados pelo eventual campeão do Super Bowl, New Orleans Saints, por 45-14, no Divisional Round. Eles voltariam aos playoffs em 2014, quando eles se classificaram como um wild card. Eles estabeleceram o melhor recorde de temporada regular na história da equipe com 11-5, mas foram derrotados pelo Carolina Panthers no wild card.
No ano seguinte, os Cardinals estabeleceram a melhor temporada regular da historia da franquia, 13-3. Eles derrotaram o Green Bay Packers na prorrogação por 26-20, dando ao quarterback Carson Palmer sua primeira vitória em playoffs. Os Cardinals, então, avançaram para a segunda final de conferencia em sua história, mas foram batidos pelos Panthers num jogo com sete turnovers.

## Logos e uniformes
A partir de 1947, a equipe tinha um logotipo de um pássaro cardeal empoleirado nos pontos de uma bola de futebol americano.
Os Cardinals se mudaram para o Arizona em 1988 e a bandeira do Arizona foi adicionada às mangas no ano seguinte. Em 1990, a equipe começou a usar calças vermelhas com suas camisas brancas, pois o treinador Joe Bugel queria imitar seu ex-empregador, o Washington Redskins, que na época usava calças cor de vinho com suas camisas brancas (os Redskins mais tarde retornaram ao seu ouro de 1970).
Em 1994, os Cardinals participaram do programa de uniformes retrôs em homenagens aos 75 anos da NFL. As camisas eram semelhantes às dos Chicago Cardinals da década de 1920, com um logotipo "CC" entrelaçado e três listras em cada manga. Os números dos uniformes foram realocados para o peito direito. As calças eram caqui para simular a cor e o material usado naquela época. Os Cardinals também tiraram os logotipos de seus capacetes por dois jogos: em Cleveland e em casa contra o Pittsburgh.
A cabeça cardinal no capacete foi repetida na camisa branca de 1982 a 1995. Em 1996, a bandeira do estado do Arizona foi movida para cima na manga após a cabeça do Cardeal ser eliminada, e o preto foi removido como uma cor de destaque, em vez disso substituído por um azul para combinar a cor predominante da bandeira do estado. Em 2002, os Cardinals começaram a usar combinações de uniformes todo vermelho e todo branco, e continuaram a fazê-lo até 2004, antes da reformulação.
Em 2005, a equipe revelou suas primeiras grandes mudanças em um século. O logotipo foi atualizado para parecer mais elegante do que seu antecessor. Numerosos fãs tinham chamado ironicamente a versão anterior de um "periquito". O preto novamente se tornou uma cor de destaque após uma ausência de oito anos, enquanto linhas de acabamento foram adicionadas aos ombros, mangas e laterais das camisas e calças. Ambas as camisas vermelhas e brancas têm a opção de calças vermelhas ou brancas.
O primeiro jogo caseiro dos Cardinals em Arizona, em 1988, os viu jogar com camisas vermelhas. Depois disso, pelos próximos 18 anos em Arizona, os Cardinals, como algumas outras equipes da NFL em climas quentes, usavam suas camisas brancas em casa durante a primeira metade da temporada - forçando os adversários a sofrerem em suas camisas mais escuras durante o outono do Arizona, com temperaturas acima de 38° C. No entanto, essa tradição não continuou quando os Cardinals se mudaram do Sun Devil Stadium para o University of Phoenix Stadium em 2006, já que os jogos do início da temporada (e alguns jogos em casa no final da temporada) foram jogados com o teto fechado. Com a temperatura no interior a uma temperatura confortável de 21° C, a equipa optou por vestir camisas vermelhas em casa o tempo inteiro. Os Cardinals usaram camisas brancas em casa pela primeira vez no University of Phoenix Stadium em 29 de agosto de 2008, em um jogo de pré-temporada contra o Denver Broncos.
Os Cardinals usaram branco em casa pela primeira vez em um jogo da temporada regular no University of Phoenix Stadium contra o Houston Texans em 11 de outubro de 2009. Em outubro de 2009, a NFL adotou a campanha "Breast Cancer Awareness Month" e os jogadores usavam itens de cor rosa, incluindo luvas, pulseiras e chuteiras. A equipe achou que os detalhes rosados pareciam melhores com uniformes brancos do que vermelhos.
De 1970 a 1983, e novamente em muitas temporadas entre 1989 e 2002, os Cardinals usavam branco ao receber o Dallas Cowboys, a fim de forçar os Cowboys a vestirem suas camisas azuis. Eles não fizeram isso desde que começaram a jogar no University of Phoenix Stadium.
A temporada de 2010 viu os Cardinals estrearem uma nova camisa preta alternativa. Antes da sua introdução, os Cardinals eram a única equipe da NFL sem um uniforme alternativo, exceto pelo programa de 75º aniversário da NFL em 1994.

## Recordes

### Recordes em uma temporadas
Passando
- Jardas passadas: 4,671 – Carson Palmer (2015)
- Passes para touchdowns: 35 – Carson Palmer (2015)
- Passes completados: 401 – Kurt Warner (2008)
- Passes tentados: 598 – Kurt Warner (2008)
- Passe mais longo completo: 98 yards – Doug Russell (1932); Ogden Compton (1957); Jim Hart (1972)

Correndo
- Jardas terrestres: 1,605 – Ottis Anderson (1979)
- Corridas: 337 – Edgerrin James (2006)
- Touchdowns terrestres: 16 – David Johnson (2016)
- Mais longa corrida: 83 yards – John David Crow (1958)
- Jardas terrestres por jogo: 100.3 yards – Ottis Anderson (1979)

Recebendo
- Recepções: 109 – Larry Fitzgerald (2015)
- Jardas recebidas: 1,598 – David Boston (2001)
- Touchdowns recebidos: 15 – Sonny Randle (1960)

Retornos
- Mais retornos de Punt: 44 – Vai Sikahema (1987)
- Mais longo punt retornado: 99 yards – Patrick Peterson (2011)
- Mais longo punt retornado: 108 yards – David Johnson (2015)

Chutes
- Field goals: 40 – Neil Rackers (2005)
- Extra Points convertidos: 53 – Pat Harder (1948)
- Punts: 112 – Dave Zastudil (2012)
- Jardas no Punt: 5,209 – Dave Zastudil (2012)

### Recordes na carreira
- Jardas passadas: 34,639 - Jim Hart (1966–1983)
- Passes para touchdowns: 209 - Jim Hart (1966–1983)
- Jardas terrestres: 7,999 - Ottis Anderson (1979–1986)
- Touchdowns terrestres: 46 - Ottis Anderson (1979–1986)
- Recepções: 1,281 - Larry Fitzgerald (2004–presente)
- Jardas recebidas: 16,053 - Larry Fitzgerald (2004–presente)
- Passes interceptados: 52 - Larry Wilson (1960–1972)
- Field goals: 282 - Jim Bakken (1962–1978)
- Pontos: 1,380 - Jim Bakken (1962–1978)
- Total touchdowns: 115 - Larry Fitzgerald (2004–presente)
- Média de retorno de punt: 30.3 - Ken Hall (1959–1961)
- Média de retorno de Kickoff: 51.0 - John Brown (2014–2017)
- Sacks: 66.5 - Freddie Joe Nunn (1985–1993)
- Tackles: 785 - Eric Hill (1989–1997)
- Vitórias (treinador): 49 - Bruce Arians (2013–2017)

## Jogadores

### Elenco Atual
Predefinição:Elenco do Arizona Cardinals

### Números aposentados
| Números aposentados do Chicago / St. Louis / Arizona Cardinals |                   |          |                     |
| N°                                                             | Player            | Position | Tenure              |
| 8                                                              | Larry Wilson      | S        | 1960–1972           |
| 40                                                             | Pat Tillman 1     | S        | 1998–2001           |
| 77                                                             | Stan Mauldin 1    | OT       | 1946–1948           |
| 88                                                             | J. V. Cain 1      | TE       | 1974–1978           |
| 99                                                             | Marshall Goldberg | HB       | 1939–1943 1946–1948 |

Notas:
- 1 Aposentado postumamente.

### Pro Football Hall of Famer
| Chicago / St. Louis / Arizona Cardinals |                         |                  |                           |            |
| Jogadores                               |                         |                  |                           |            |
| No.                                     | Jogadores               | Posições         | Temporadas                | Introdução |
| 4                                       | Ernie Nevers            | FB Treinador     | 1929–1931 1930–1931, 1939 | 1963       |
| —                                       | Jim Thorpe              | RB               | 1928                      | 1963       |
| 1                                       | John "Paddy" Driscoll   | QB Treinador     | 1920–1925 1920–1922       | 1965       |
| 13                                      | Guy Chamberlin          | End & Treinador  | 1927–1928                 | 1965       |
| 2                                       | Walt Kiesling           | G / DT Treinador | 1929–1933 1944            | 1966       |
| 62, 2                                   | Charley Trippi          | RB               | 1947–1955                 | 1968       |
| 33                                      | Ollie Matson            | RB               | 1952, 1954–1958           | 1972       |
| 81                                      | Dick "Night Train" Lane | CB               | 1954–1959                 | 1974       |
| 8                                       | Larry Wilson            | S                | 1960–1972                 | 1978       |
| 13                                      | Don Maynard             | WR               | 1973                      | 1987       |
| 81                                      | Jackie Smith            | TE               | 1963–1977                 | 1994       |
| 72                                      | Dan Dierdorf            | T                | 1971–1983                 | 1996       |
| 22                                      | Roger Wehrli            | CB               | 1969–1982                 | 2007       |
| 22                                      | Emmitt Smith            | RB               | 2003–2004                 | 2010       |
| 35                                      | Aeneas Williams         | CB               | 1991–2000                 | 2014       |
| 13                                      | Kurt Warner             | QB               | 2005–2009                 | 2017       |
| Treinadores e Donos                     |                         |                  |                           |            |
| Nome                                    | Nome                    | Posições         | Temporadas                | Introdução |
| Earl "Curly" Lambeau                    | Earl "Curly" Lambeau    | Treinador        | 1950–1951                 | 1963       |
| Jimmy Conzelman                         | Jimmy Conzelman         | Treinador        | 1940–1942 1946–1948       | 1964       |
| Charles Bidwill                         | Charles Bidwill         | Dono             | 1933–1947                 | 1967       |
| Joe Stydahar                            | Joe Stydahar            | Treinador        | 1953–1954                 | 1967       |

itálico = jogou uma parte da carreira com os Cardinals e se consagrou representando outra equipe.

### Ring of Honor
O Ring of Honor dos Cardinals começou em 2006 para marcar a abertura do University of Phoenix Stadium. A premiação honra grandes pessoas que trabalharam no Arizona Cardinals em todas as eras da história da franquia. A seguir, uma lista de pessoas que foram nomeadas e as datas em que foram indicadas:
- Charles Bidwill, Dono (12 de Agosto de 2006)
- Jimmy Conzelman, Treinador (12 de Agosto de 2006)
- Dan Dierdorf, OT (16 de Outubro de 2006)
- John "Paddy" Driscoll, QB (12 de Agosto de 2006)
- Marshall Goldberg, HB (12 de Agosto de 2006)
- Roy Green, DB/WR, (2 de Outubro de 2016)
- Jim Hart, QB (3 de Dezembro de 2017)
- Dick "Night Train" Lane, DB (12 de Agosto de 2006)
- Ollie Matson, HB (12 de Agosto de 2006)
- Ernie Nevers, FB (12 de Agosto de 2006)
- Pat Tillman, S (12 de Novembro de 2006)
- Charley Trippi, HB/QB (August 12, 2006)
- Kurt Warner, QB (18 de Junho de 2014)
- Roger Wehrli, CB (14 de Outubro de 2007)
- Aeneas Williams, CB (10 de Novembro de 2008)
- Adrian Wilson, S (27 de Setembro de 2015)
- Larry Wilson, S (10 de Setembro de 2006)

## Rádio e televisão
A principal emissora de rádio dos Cardinals é a KMVP-FM; Dave Pasch, Ron Wolfley e Paul Calvisi fazem a transmissão de rádio. As transmissões de rádio em espanhol são ouvidas na KQMR / KHOV-FM "Latino Mix" sob um contrato com a Univisión, assinado em 2015. Antes de 2015, eles foram ouvidos no KDVA / KVVA-FM "José FM", também como co-propriedade KBMB AM 710. 
Os Cardinals foram a primeira equipe da NFL a oferecer todos os 20 jogos de pré-temporada e temporada regular em rádio em espanhol, em 2000. Gabriel Trujillo e Rolando Cantú são a equipe de transmissão espanhola. Os Cardinals têm a maior rede de afiliados mexicanos da NFL, com contratos com o Grupo Larsa (no estado de Sonora) e Grupo Radiorama (fora de Sonora) e estações em 20 cidades, incluindo Hermosillo, Guadalajara e Cidade do México.
A partir da temporada de 2017, a KPNX, afiliada da NBC, transmitiu os jogos de pré-temporada da equipe na televisão (que, naquele ano, incluiu o Hall of Fame transmitido pela NBC), narrados por Pasch e Wolfley, com o âncora Paul Gerke como repórter. As transmissões são distribuídas regionalmente para KTTU e KMSB-TV em Tucson, e KVVU-TV em Las Vegas.

### Afiliados nos EUA
| Cidades          | Sinal   | Frequência |
| ---------------- | ------- | ---------- |
| Phoenix          | KTAR AM | 620 AM     |
| Phoenix          | KMVP-FM | 98.7 FM    |
| Safford          | KATO AM | 1230 AM    |
| Sedona           | KAZM AM | 780 AM     |
| Lake Havasu City | KNTR AM | 980 AM     |
| Prescott         | KQNA AM | 1130 AM    |
| Prescott         | KDDL FM | 94.3 FM    |
| Flagstaff        | KVNA AM | 600 AM     |
| Holbrook         | KZUA-FM | 92.1 FM    |
| Yuma             | KBLU    | 560 AM     |
| Pinetop          | KNKI FM | 106.7 FM   |
| Miami            | KIKO AM | 1340 AM    |
| Tucson           | KEVT AM | 1210 AM    |
| Kingman          | KGMN-FM | 100.1 FM   |